# Brigade anti-sardinards
Die Brigade anti-sardinards (BAS, dt.: „Anti-Sardinen-Brigaden“) ist eine Oppositionsbewegung (collectif) der kamerunischen Diaspora, welche sich gegen Präsident Paul Biya und dessen Anhänger richtet. Die Gruppe ist für ihre empörenden Aktionen – in der Diaspora – gegen Persönlichkeiten der Regierung um Paul Biya und deren Unterstützer bekannt. Sie werfen Letzteren vor, im Tausch gegen Brot und Sardinen, die oft bei politischen Treffen verteilt werden, das Regime von Biya zu unterstützen. Die Anti-Sardinarden-Brigade wurde am 17. Dezember 2019 im Département Val-d’Oise ausgerufen.
Die Vereinigung entstand 2018 aus einer Gruppe von Aktivisten in Paris im Umfeld von Calibri Calibro und bildete sich im Zuge der Präsidentschaftswahl in Kamerun 2018. Ihr Ziel ist die Verteidigung von Grundrechten und von bürgerschaftlichem Handelns. Der Hauptsitz befindet sich in Deuil-la-Barre im Val-d'Oise (Île-de-France).
Bekanntheit erlangte die Gruppe, weil Calibro Calibri in Paris beim Salon international de l’Agriculture (Landwirtschaftsmesse) am 22. Februar 2020 den französischen Präsidenten Emmanuel Macron im Bezug auf das Massaker von Ngarbuh und die Verstrickungen mit Paul Biya, dem Präsidenten von Kamerun, öffentlich zur Rede stellte.

## Etymologie
Die Bewegung benennt sich „Anti-Sardinards“, weil bei den Treffen des Rassemblement Démocratique du Peuple Camerounais (RDPC) regelmäßig Sandwichs mit Brot und Ölsardinen verteilt werden.

## Geschichte

### Ursprünge
Die Gruppe ist Mitglied des von Brice Nitcheu und Emmanuel Kemta gegründeten Collectif des Organisations Démocratiques de la Diaspora Camerounaise (C.O.D.E, Kollektiv Demokratischer Organisationen der Diaspora Kameruns). Emmanuel Kemta ist besser bekannt unter seinem Kampfnamen „combattant“ („Kämpfer“). Kemta ist einer der ersten, der einen Boykottslogan gegen Künstler startete, die den Präsidenten Paul Biya in der Wahl unterstützten.

### Gründung
Eine Woche nach dem ersten Protestmarsch gegen den Sieg von Präsident Paul Biya am 22. Oktober 2018 vor der kamerunischen Botschaft in Frankreich wurde die „Brigade anti-sardinards“ von einer Gruppe Pariser Aktivisten gegründet.

## Organisation und Ziele
Die Brigade anti-sardinards ist ein Kollektiv, welches hauptsächlich die kamerunische Diaspora, viele Frauen, aber auch panafrikanische Aktivisten mit unterschiedlichem Hintergrund mobilisiert.
Das Ziel der Gruppierung ist, kamerunische Künstler zu boykottieren, die Präsident Paul Biya unterstützen.

## Aktionen

### Plünderung der Botschaft von Kamerun in Paris
Am 26. Januar 2019 drangen einige Dutzend Aktivisten der Gruppierung als Reaktion auf das, was sie als „Wahlverzögerung“ (hold-up électoral) bei der letzten Abstimmung bezeichneten, in die kamerunische Botschaft in Frankreich ein und zerstörten ein Porträt von Paul Biya.

### Demonstrationen in Lyon
Als Biya vom 8. bis 12. Oktober 2019 in Lyon bei der sechsten Konferenz zum Wiederaufbau der Mittel des globalen Fonds zur Bekämpfung von AIDS, Tuberkulose und Malaria („Conférence de reconstruction des ressources du fonds mondial de lutte contre le sida, la tuberculose et le paludisme“) auftrat, wurde er von den Partisanen der BAS empfangen und ausgebuht.

### Demonstrationen vor dem InterContinental in der Schweiz
Am 17. Juli 2021 demonstrierten Aktivisten, die angeblich der Anti-Sardinen-Brigade angehören, vor dem InterContinental-Hotel in Genf, wo Präsident Paul Biya wohnt.

## Verdacht auf Verbindungen zwischen MRC und BAS
Einige kamerunische Politikanalysten sind überzeugt, dass die Anti-Sardinen-Brigade (BAS) mit der Cameroon Renaissance Movement (dt. „Bewegung für die Wiedergeburt Kameruns“, MRC) verbunden ist, der Partei des Gegners Maurice Kamto, der Paul Biyas Sieg bei der Präsidentschaftswahl bestreitet. Die MRC bestreitet jedoch jede Verbindung zur BAS, die unpolitisch sein möchte.